# بکی سائربرن
ربکا الیزابت "بکی" سائربرن (انگلیسی: Rebecca Elizabeth "Becky" Sauerbrunn متولد ۶ ژوئن ۱۹۸۵) بازیکن بازنشسته فوتبال در پست مدافع اهل ایالات متحده آمریکا است. از باشگاه‌هایی که در آن بازی کرده‌است می‌توان به مجیک‌جک، اف سی کانزاس سیتی و واشینگتن فریدام اشاره کرد. وی همچنین برای تیم ملی فوتبال زنان آمریکا نیز بازی می‌کرد.

## نگارخانه

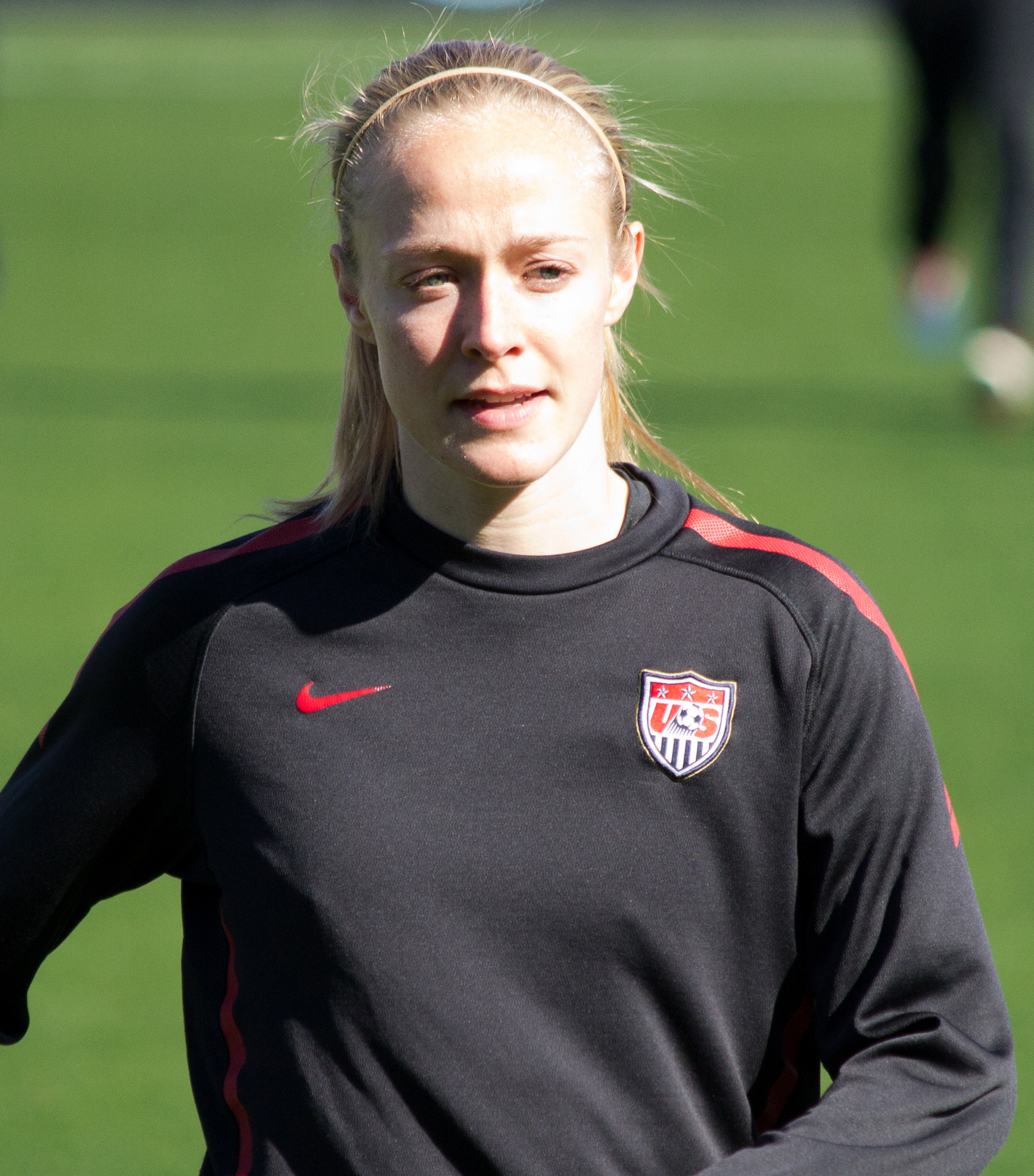